# Cao Quang Ánh
Joseph Cao Quang Ánh (sinh ngày 13 tháng 3 năm 1967) là cựu dân biểu thuộc Đảng Cộng hòa đại diện cho khu bầu cử quốc hội số 2 của tiểu bang Louisiana trong Hạ viện Hoa Kỳ từ năm 2009 đến 2011. Ông đã đánh bại ứng cử viên Dân chủ đương nhiệm William J. Jefferson vào ngày 6 tháng 12 năm 2008 để trở thành người Mỹ gốc Việt đầu tiên phục vụ trong Quốc hội Hoa Kỳ. Trước khi trở thành dân biểu, ông là một luật sư tại vùng New Orleans.
Trong cuộc bầu cử hai năm sau đó, ông bị ứng cử viên Đảng Dân chủ Cedric Richmond đánh bại.

## Tiểu sử
Cao Quang Ánh sinh tại Sài Gòn, Việt Nam Cộng hòa, là con thứ 5 trong một gia đình Công giáo có tám người con. Khi ông 8 tuổi, ông cùng một người chị và một người em trai rời Việt Nam đến Hoa Kỳ vài ngày trước khi Sài Gòn thất thủ. Sau sự kiện 30 tháng 4 năm 1975, cha ông, một sĩ quan trong Quân lực Việt Nam Cộng hòa, bị chính quyền Cộng sản bắt đi "học tập cải tạo" 6 năm. Sau đó, ông sống ở Houston, Texas và tốt nghiệp trung học Jersey Village. Năm 1990, ông nhận bằng cử nhân khoa học (Bachelor of Science) ngành vật lý tại Đại học Baylor.
Sau khi tốt nghiệp đại học, ông gia nhập Dòng Tên và đến một chủng viện ở Louisiana để học làm linh mục. Trong hai năm đầu ông được phái đi tham gia các hoạt động nhân đạo tại nhiều nơi trên thế giới. Năm 1992, ông đến New Orleans để tiếp tục tu nghiệp. Sau đó, ông được nhận vào Đại học Fordham ở New York, và nhận bằng cao học nghệ thuật (Master of Fine Arts) về triết học vào năm 1995.
Trở về New Orleans, ông làm giảng viên môn triết học và đạo đức tại Đại học Loyola. Sau đó ông rời Dòng Tên và chuyển đến Virginia để dạy tại một trường Công giáo. Ông tham gia trong tổ chức thiện nguyện Boat People S.O.S. (tổ chức giúp đỡ các thuyền nhân Việt Nam) và là thành viên trong ban quản lý của tổ chức từ năm 1996 đến 2002. Năm 1997 ông về New Orleans lại để học luật tại Trường luật Loyola và tiếp tục dạy môn triết học tại Loyola trong năm 1998. Năm 2000, ông nhận bằng tiến sĩ luật (Juris Doctorate) và tham gia trong tổ hợp luật sư Waltzer & Associates. Ông rời tổ hợp luật sư và trở thành luật sư cho Boat People S.O.S.
Năm 2002, ông mở văn phòng luật sư riêng. Ông là một thành viên trong Hội đồng Cố vấn Quốc gia cho Hội đồng Giám mục Hoa Kỳ. Ông kết hôn với bà Kate Hoàng Phương Hiếu và có hai người con gái là Sophia và Betsy.

## Sự nghiệp chính trị
Ông bắt đầu tham gia chính trường sau bão Katrina. Như nhiều người khác tại New Orleans, nhà cửa của ông cũng như văn phòng ông bị cơn bão phá hủy. Ông đã cùng cộng đồng người Mỹ gốc Việt tại New Orleans, một trong những nhóm người đầu tiên trở lại thành phố, vận động thành công chống đối việc thiết lập một bãi rác để chứa các mãnh vụn gần nơi cộng đồng sinh sống. Ông đã thuyết phục cộng đồng dùng chiến thuật thỉnh cầu Bộ Phẩm chất Môi trường của tiểu bang thay vì phong tỏa bãi rác. Dựa trên sự thành công của người Việt trong nỗ lực xây dựng lại cộng đồng sau trận bão Katrina, ông tham gia tranh cử vào nghị viện tiểu bang vào năm 2007 với tư cách là một ứng cử viên độc lập. Kết quả ông đứng thứ năm trong sáu ứng cử viên. Tuy ông thắng tại phần khu vực thuộc New Orleans nhưng ông lại thất bại tại các khu vực lấn ranh vào trong quận St. Bernard lân cận. Kết quả là ông thiếu chỉ khoảng 250 phiếu để chạy đua vào vòng nhì.
Năm 2008, ông là một trong những đại biểu của ứng cử viên tổng thống John McCain tại Đại hội Đảng Cộng hòa Toàn quốc tại Saint Paul, Minnesota vào tháng 9 năm 2008.

### Tranh cử dân biểu năm 2008
Năm 2008, dân biểu đương nhiệm đại diện khu bầu cử số 2 của Louisiana (bao gồm gần toàn bộ thành phố New Orleans và một số vùng ngoại ô) là William J. Jefferson, một dân biểu Đảng Dân chủ người Mỹ gốc Phi kỳ cựu và là người đã giữ 9 nhiệm kỳ dân biểu liên tiếp (18 năm) tại đây, đang chờ ra tòa vì bị cáo buộc tham nhũng sau khi cảnh sát khám xét nhà ông và tìm thấy tiền hối lộ được giấu trong tủ lạnh. Tuy Jefferson đã bị tước hết các địa vị trong các ủy ban thường vụ của Hạ viện, ông vẫn được bầu lại năm 2006 và thắng cuộc bầu cử sơ bộ vào ngày 4 tháng 11 năm 2008. Joseph Cao là ứng cử viên Cộng hòa duy nhất đã đăng ký, và đối đầu với Jefferson, cũng như Malik Rahim của đảng Xanh và Gregory Kahn của đảng Tự do vào ngày bầu cử 6 tháng 12.
Ông nhận được sự ủng hộ của tờ The Times-Picayune, tờ báo lớn nhất tại New Orleans và Louisiana và Bobby Jindal, thống đốc Cộng hòa của Louisiana. Là ứng cử viên Cộng hòa đầu tiên trong nhiều năm có cơ hội thắng cử trong khu bầu cử quốc hội số 2, Joseph Cao nhận sự ủng hộ của Đảng Cộng hòa liên bang lẫn tiểu bang. Joseph Cao đã tham gia trong cuộc tranh luận với các ứng cử viên khác mà Jefferson đã từ chối tham gia.
Là một ứng cử viên Cộng hòa không tên tuổi và không phải là người da đen trong một khu bầu cử quốc hội có đa số cử tri Dân chủ và người Mỹ gốc Phi, Joseph Cao được xem là ít có cơ hội thắng cử. Tuy nhiên, với Jefferson bị dính líu trong vụ bê bối, và số người tham gia bầu cử được dự đoán là ít hơn, một số cuộc thăm dò ý kiến của Đảng Cộng hòa cho thấy Joseph Cao rất có nhiều triển vọng.
Ngày 6 tháng 12, ông thắng cử để trở thành người Mỹ gốc Việt đầu tiên được bầu vào Hạ viện Hoa Kỳ, với 49,54% số phiếu, so với 46,83% cho Jefferson. Việc ông thắng cử được xem là một sự kiện bất ngờ lịch sử. Trong diễn văn chiến thắng, ông nói "Suốt đời tôi chưa bao giờ nghĩ rằng mình sẽ có thể trở thành một thành viên quốc hội. Giấc mơ Mỹ vẫn còn sống động." Đồng thời, ông cảm ơn cộng đồng người Việt và kêu gọi giới trẻ người Việt tại Hoa Kỳ đấu tranh ôn hòa cho một nước Việt Nam tự do và dân chủ.

### Dân biểu liên bang

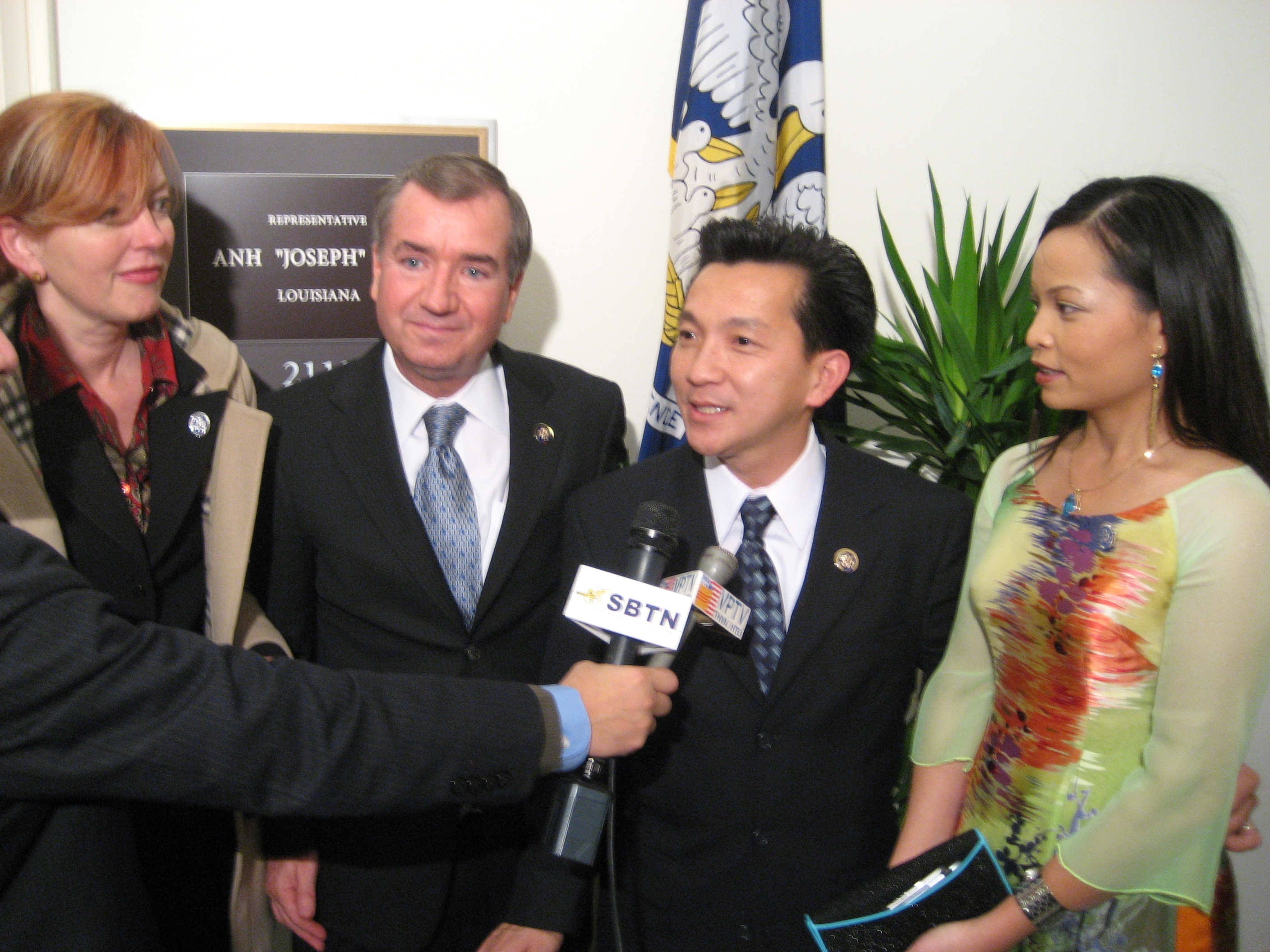
Dân biểu California Ed Royce và phu nhân hoan nghênh tân dân biểu Joseph Cao và phu nhân trước văn phòng của Joseph Cao

Ông nhậm chức dân biểu vào ngày 6 tháng 1 năm 2008, với sự hiện diện của vợ và hai người con gái trong trang phục áo dài cổ truyền cùng với cha mẹ ông. Việc làm đầu tiên của ông là đồng ký tên vào một dự thảo luật đề nghị đưa Việt Nam trở lại danh sách "các nước cần quan tâm" (CPC) về tự do tôn giáo.
Vì ông đắc cử sau khi Hạ viện đã phân chia địa điểm văn phòng, ông thừa hưởng văn phòng cũ của Jefferson tại một địa điểm rất thuận lợi ở Tòa Văn phòng Hạ viện Rayburn. Ngày 9 tháng 1, ông được bổ nhiệm vào hai ủy ban thường vụ Hạ viện: Ủy ban về An ninh Nội địa (Committee on Homeland Security) và Ủy ban về Giao thông và Cơ sở Hạ tầng (Commitee on Transportation and Infrastructure). Đây là hai ủy ban then chốt, cho ông một địa vị có thể giám sát và quản lý các cơ quan chính phủ như FEMA, Bộ Giao thông, Bộ An ninh Nội địa, những tổ chức có vai trò quan trọng trong việc tái thiết vùng New Orleans.
Chỉ sáu tuần sau khi ông nhậm chức, hai mục sư da đen đã vận động bãi nhiệm ông sau khi ông biểu quyết chống đạo luật kích thích kinh tế của Tổng thống Obama. Các nhà chuyên môn cho rằng nỗ lực này khó có thể thành công vì Hiến pháp Hoa Kỳ không cho phép bãi nhiệm các viên chức liên bang.

## Quan điểm chính trị
Tuy ông cho rằng mình là một Đảng viên Cộng hòa trung kiên, ông không đăng ký theo đảng phái nào cho đến năm 2007, khi ông gia nhập đảng Cộng hòa. Ông có những quan điểm bảo thủ như chống phá thai, ủng hộ chính phủ tài trợ phụ huynh chọn trường tư cho con em và thu hẹp chính phủ. Ông tranh cử vào quốc hội với các cương lĩnh:
- cải cách đạo đức - cúp tiền hưu trí cho các viên chức bị kết án tham nhũng
- khôi phục New Orleans sau bão và bảo vệ đê, thu nhập tiền dầu khí
- cải cách y tế: thay hệ thống y tế 2 tầng của Louisiana với một hệ thống theo kinh tế thị trường.

Ngoài các vấn đề quốc nội, ông còn quan tâm đến vấn đề tự do, dân chủ, và nhân quyền tại Việt Nam. Ông đã kêu gọi đưa Việt Nam vào lại danh sách các nước đáng nghi ngại về vi phạm tự do tín ngưỡng và thành công chủ xướng dự luật Ngày Người Tị nạn Việt Nam..
Mặc dù là Đảng viên Cộng hòa nhưng ông Cao thường có những quyết định trái với đảng, mà gây nên việc mà theo ông "người theo đảng Cộng hòa ở cả nước Mỹ thất vọng với tôi" nhưng ông cho là ông "bỏ phiếu vì "niềm tin cá nhân" chứ không phải vì chính trị".
Dân biểu Cao đã theo bước các dân biểu Cộng hòa khác khi ông biểu quyết chống Đạo luật Khôi phục và Tái đầu tư Mỹ 2009 nhằm khôi phục kinh tế Hoa Kỳ trong cuộc khủng hoảng kinh tế khi đạo luật được đưa ra biểu quyết lần đầu tại Hạ viện, nhưng tỏ ra ý định sẽ ủng hộ đạo luật khi biểu quyết cho phiên bản thỏa hiệp với Thượng viện. Tuy nhiên, kết quả biểu quyết cuối cùng cho đạo luật cho thấy không thành viên Đảng Cộng hòa nào ủng hộ đạo luật.
Ngày 7 tháng 11 năm 2009, ông là Dân biểu Cộng hòa duy nhất biểu quyết ủng hộ Đạo luật cải tổ y tế do Tổng thống Barack Obama khởi xướng. Tuy nhiên trong cuộc biểu quyết cuối cùng trong Hạ viện cho luật, không đảng viên Cộng hòa nào biểu quyết thuận cho đạo luật.
Ngày 4 tháng 6 năm 2013, trên tư cách cựu Dân biểu, ông đã điều trần trước Tiểu ban Nhân quyền Toàn cầu thuộc Ủy ban Đối Ngoại Hạ viện Mỹ. Ông chỉ trích hồ sơ nhân quyền của Chính phủ Việt Nam, cáo buộc Việt Nam đã thu hồi đất trái phép nhằm đàn án Công giáo Việt Nam và Phật giáo Khmer Krom, đồng thời ông cũng kêu gọi Chính phủ Hoa Kỳ phải tạo áp lực lên Nhà nước Việt Nam bằng cách loại bỏ nước này ra khỏi danh sách ưu tiên về xuất khẩu thuế quan. Ông cũng kêu gọi Chính phủ Mỹ tuân thủ Đạo luật Thương mại năm 1974, trong đó quy định Mỹ không được hỗ trợ cho nhà nước Cộng hòa Xã hội Chủ nghĩa Việt Nam.

## Kết quả bầu cử
Dân biểu tiểu bang Louisiana, Khu dân biểu số 103, 2007
Số phiếu cần thiết để thắng cử là quá bán
Vòng một: 20 tháng 10 năm 2007
| Ứng cử viên       | Đảng phái       | Số phiếu       | Kết quả      |
| ----------------- | --------------- | -------------- | ------------ |
| Reed S. Henderson | Dân chủ         | 1.376 (21,61%) | Vào vòng hai |
| Mark Madary       | Cộng hòa        | 1.188 (18,66%) | Vào vòng hai |
| "Mike" Bayham     | Cộng hòa        | 1.154 (18,13%) | Thất cử      |
| Clay Cosse        | Cộng hòa        | 1.144 (17,97%) | Thất cử      |
| "Joseph" Cao      | không đảng phái | 895 (14,06%)   | Thua cử      |
| "Rob" Ruffino     | Dân chủ         | 609 (9,57%)    | Thất cử      |

Vòng hai, 17 tháng 11 năm 2007
| Ứng cử viên       | Đảng phái | Số phiếu       | Kết quả  |
| ----------------- | --------- | -------------- | -------- |
| Reed S. Henderson | Dân chủ   | 3.143 (52,37%) | Thắng cử |
| Mark Madary       | Cộng hòa  | 2.858 (47,63%) | Thất cử  |

Dân biểu liên bang, Khu bầu cử quốc hội 2, 2008
| Ứng cử viên     | Đảng phái | Số phiếu        | Kết quả  |
| --------------- | --------- | --------------- | -------- |
| "Joseph" Cao    | Cộng hòa  | 33.132 (49,54%) | Thắng cử |
| Bill Jefferson  | Dân chủ   | 31.318 (46,83%) | Thất cử  |
| Malik Rahim     | Xanh      | 1.883 (2,82%)   | Thất cử  |
| Gregory W. Kahn | Tự do     | 549 (0,82%)     | Thất cử  |

Dân biểu liên bang, Khu bầu cử Quốc hội 2, 2010
| Ứng cử viên      | Đảng phái | Số phiếu      | Kết quả  |
| Anh "Joseph" Cao | Cộng hòa  | 43.364 (33%)  | Thất cử  |
| Cedric Richmond  | Dân chủ   | 83.653 (65%)  | Thắng cử |
| Khác             |           | 2.432 (3,64%) | Thất cử  |